# Rinorea ramiziana
Rinorea ramiziana är en violväxtart som beskrevs av Glaziou och W.H.A. Hekking. Rinorea ramiziana ingår i släktet Rinorea och familjen violväxter. Inga underarter finns listade i Catalogue of Life.